# 第三次梧州戰鬥
梧州戰鬥發生於1925年1月9日—2月3日，地點是在中國桂東。是北洋政府時期內戰之一，交戰兩方為沈鴻英部及李宗仁、黃紹雄混部。最後，李宗仁、黃紹雄混部獲勝，沈鴻英部敗退。